# John Shute
John Shute († 1563) war ein englischer Miniaturmaler und Autor von Abhandlungen über Architektur.
1550 wurde Shute von seinem Gönner, dem John Dudley, 1. Herzog von Northumberland, nach Italien gesandt und sammelte dort Material für sein Werk The First and Chief Groundes of Architecture (1563), eine Übersicht über die Kunst des Bauens. Es war von den Schriften Sebastiano Serlios beeinflusst und erlebte während der nächsten 15 Jahre vier Auflagen.
| Personendaten    | Personendaten                        |
| ---------------- | ------------------------------------ |
| NAME             | Shute, John                          |
| KURZBESCHREIBUNG | englischer Miniaturmaler und Autor   |
| GEBURTSDATUM     | 15. Jahrhundert oder 16. Jahrhundert |
| STERBEDATUM      | 1563                                 |